# Laurent McCutcheon
Pour les articles homonymes, voir McCutcheon.
Laurent McCutcheon (né le 16 décembre 1942 à Thetford Mines et mort le 4 juillet 2019 à Montréal) est un militant québécois engagé dans la reconnaissance des droits des personnes LGBTQ+.
Il a d'abord fait carrière dans le monde de l’éducation pour ensuite gravir les échelons de la haute fonction publique québécoise. Publiquement connu comme homosexuel à la fin des années 1970, il s’est au même moment engagé dans le bénévolat et le militantisme pour défendre les droits de sa communauté et développer des services spécialisés. Son engagement a pris véritablement forme avec Gai Écoute qu'il présidera pendant 31 ans. Il crée en 2000 la Fondation Émergence qui donne naissance en 2003 à la Journée nationale de lutte contre l'homophobie qui deviendra par la suite la Journée internationale contre l'homophobie et la transphobie.
À titre de vice-président de l’action sociopolitique de la Table de concertation des gais et lesbiennes du Québec, il a lancé en 1998 la Coalition pour la reconnaissance des conjoints et conjointes de même sexe où pour la première fois, les organismes de la société civile se joignaient au mouvement gai et lesbien. Il s'est ensuivi l’adoption par l’Assemblée nationale du Québec, en 1999, de la Loi sur les unions de fait. Il est aussi à l’origine de la Politique québécoise de lutte contre l’homophobie adoptée par le gouvernement du Québec en 2009.
Militant de premier plan, il est de tous les combats et il utilise toutes les tribunes pour faire reconnaître le droit à la diversité sexuelle. Il a présenté de nombreux mémoires aux différentes commissions parlementaires canadiennes et québécoises et il a prononcé plusieurs conférences. De prestigieux prix soulignent son apport à la reconnaissance de la diversité sexuelle dont le Prix Droits et Libertés 2007 remis par la Commission des droits de la personne et des droits de la jeunesse du Québec et le Prix Justice du Québec 2010, la plus haute distinction remise par le ministre de la Justice, pour sa contribution à l’égalité de droits.

## Biographie
Fils d'Émilien McCutcheon et de Berthe Jacques, Laurent McCutcheon est né à Thetford Mines (Québec, Canada) en décembre 1942. Il est le cadet d'une famille de quatre enfants.
Depuis les années 70, ce Québécois est un acteur incontournable de la reconnaissance de la diversité sexuelle et de l’identité de genre. Affirmant son leadership, il témoigne aussi devant plusieurs commissions parlementaires et intervient régulièrement dans tous les médias. Refusant toute rémunération pour son engagement communautaire, il exerce bénévolement toutes ses fonctions.

### Cadre supérieur de la haute fonction publique
Laurent McCutcheon a eu une longue carrière professionnelle qui débute à Montréal en 1964 en éducation auprès des jeunes en difficultés. Par la suite, il fera carrière dans la haute fonction publique québécoise comme cadre supérieur. En 1972, il est nommé directeur régional de l’Aide sociale pour la région de l’Estrie. En 1980, il devient directeur général de l’administration de l’Office des services de garde à l’enfance qu'il met sur pied avec Lizette Gervais. Il sera ensuite nommé, en 1985, vice-président et juge administratif de la Commission d’appel en matière de lésions professionnelles (CALP). En 1998, il devient le premier président du Conseil de la justice administrative,, nouvel organisme du gouvernement du Québec qui veille au respect de la déontologie des juges administratifs. Laurent McCutcheon est retraité depuis 2009.

### Engagement communautaire
Dans les années 1970, parallèlement à sa vie professionnelle, il s’engage dans le militantisme en vivant publiquement son orientation homosexuelle. Il participe aux premières marches dans les rues de Montréal affrontant l’hostilité et la réprobation. Témoin et acteur de l’évolution des droits des gais et des lesbiennes, il est de tous les combats. Il intervient aussi devant plusieurs commissions parlementaires.
De 1982 à 2013, il préside les destinées du service d’aide, d’écoute téléphonique et de renseignements Gai Écoute (devenu Interligne en 2017) et il s’engage activement dans la défense des droits des personnes homosexuelles.
De 1997 à 2002, il est responsable de l’action sociopolitique à la Table de concertation des gais et lesbiennes du Québec. Il sera le porte-parole de la campagne menant à l’adoption de la Loi concernant les conjoints de fait entrée en vigueur le 16 juin 1999.
En 2000, il crée la Fondation Émergence en vue d’assurer une égalité de fait aux personnes homosexuelles.
En 2003, il crée la première Journée nationale contre l'homophobie qui deviendra par la suite la Journée internationale contre l’homophobie à laquelle s'ajoutera la transphobie.
En 2004, il lance la mise sur pied de la Coalition québécoise pour la reconnaissance des conjoints et conjointes de même sexe,. Il est aussi engagé dans la lutte menant à l’union civile québécoise de même que pour la Loi sur le mariage civil du Canada en vigueur depuis juin 2005.
Il milite aussi pour la lutte contre les préjugés entretenus à l’égard du VIH/Sida.
Bien connu dans son milieu, il est régulièrement invité aux émissions d'information et d’affaires publiques, à la télé et à la radio.

### Promotion des droits et libertés
Depuis 1973, il vit ouvertement son orientation homosexuelle. Il a été militant engagé avec l’Association pour les droits des gai(e)s du Québec (ADGLQ).
Il est à l’origine de plusieurs campagnes de lutte contre les préjugés envers les personnes homosexuelles dont Ceci est une tapette et Fifi c’est le nom d’un chien. Il présente des mémoires à la Commission parlementaire sur les institutions à l’Assemblée nationale du Québec, devant le Comité permanent de la Justice de la Chambre des communes du Canada, devant la Commission des droits et libertés de la personne et de la jeunesse et devant la Régie régionale de la Santé et des services sociaux.

### Gai Écoute
Gai Écoute (devenu Interligne en 2017), le service d’écoute téléphonique et de renseignements des gais et des lesbiennes du Québec, a été mis sur pied en 1980 par un petit groupe de bénévoles. En 1982, Laurent McCutcheon en devient le président. L’organisme, incorporé en 1986, obtient d’importantes sources de financement et prend un essor important. Les services d’abord offerts quelques heures par jour en soirée dans la région de Montréal deviendront des services gratuits partout au Québec, 365 jours par an. Il offre à Gay Line l’infrastructure de Gai Écoute de manière à rejoindre les communautés anglophones. Laurent McCutcheon comprend le premier l'importance de s'adapter aux nouvelles technologies (Internet, courriel, clavardage) qui permettront à Gai Écoute de rejoindre de nouvelles clientèles et de répondre à leurs besoins.
Sous sa présidence, Gai Écoute a connu un essor remarqué grâce à ses nombreuses réalisations :
- Premier organisme homosexuel reconnu comme œuvre de bienfaisance autorisé à délivrer des reçus de charité aux fins de l’impôt[17].
- Premières campagnes publiques de sensibilisation où il est question d’orientation homosexuelle, dont certaines dans les autobus (Une orientation sexuelle différente[18]).

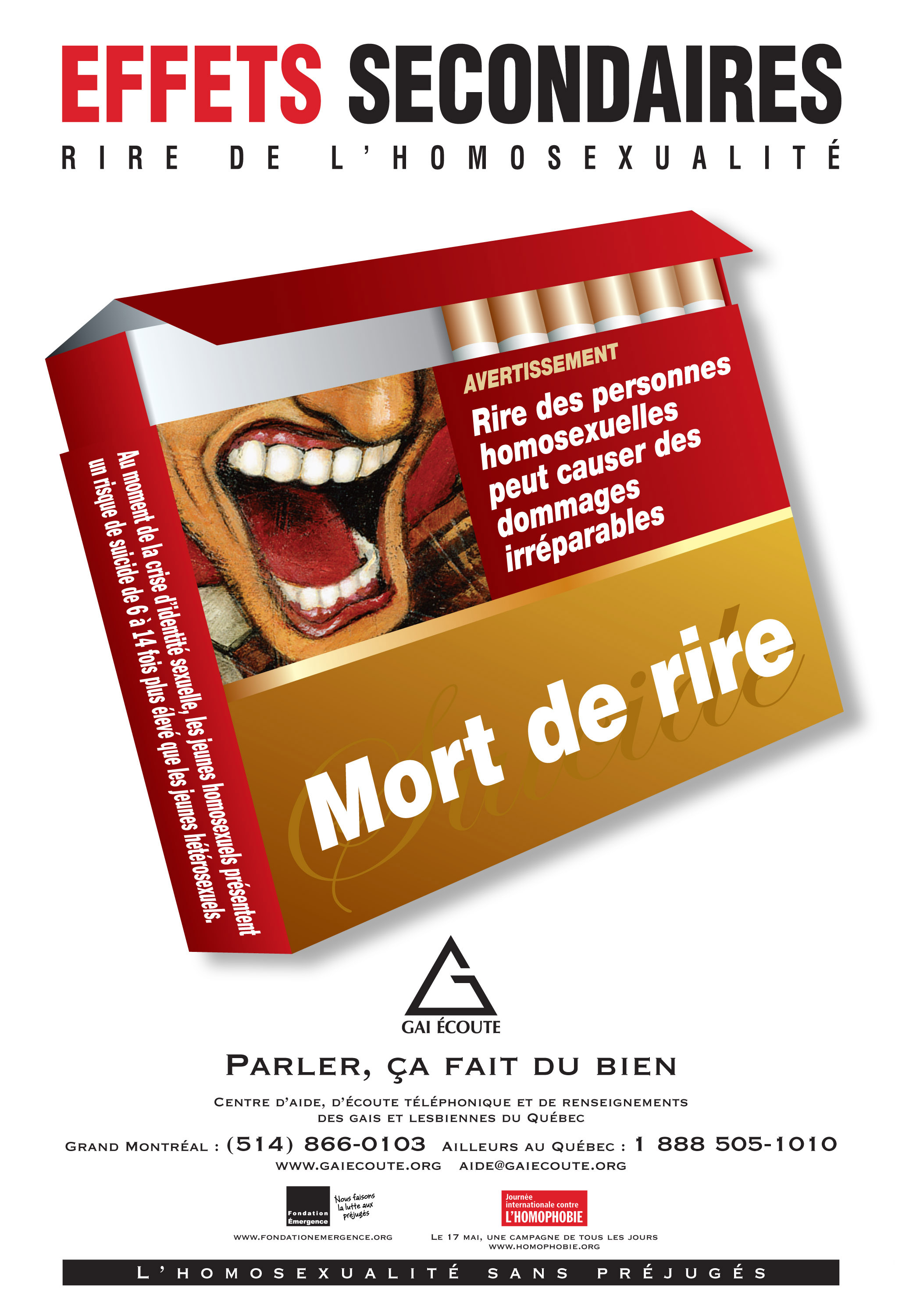

- Premières campagnes humoristiques de sensibilisation de l’opinion publique aux réalités homosexuelles : Ceci est une tapette[19],[20] en 1997, Fifi c’est le nom d’un chien[21],[20] en 1997, La vie en rose[22] en 2001), Mort de rire en 2004, etc.

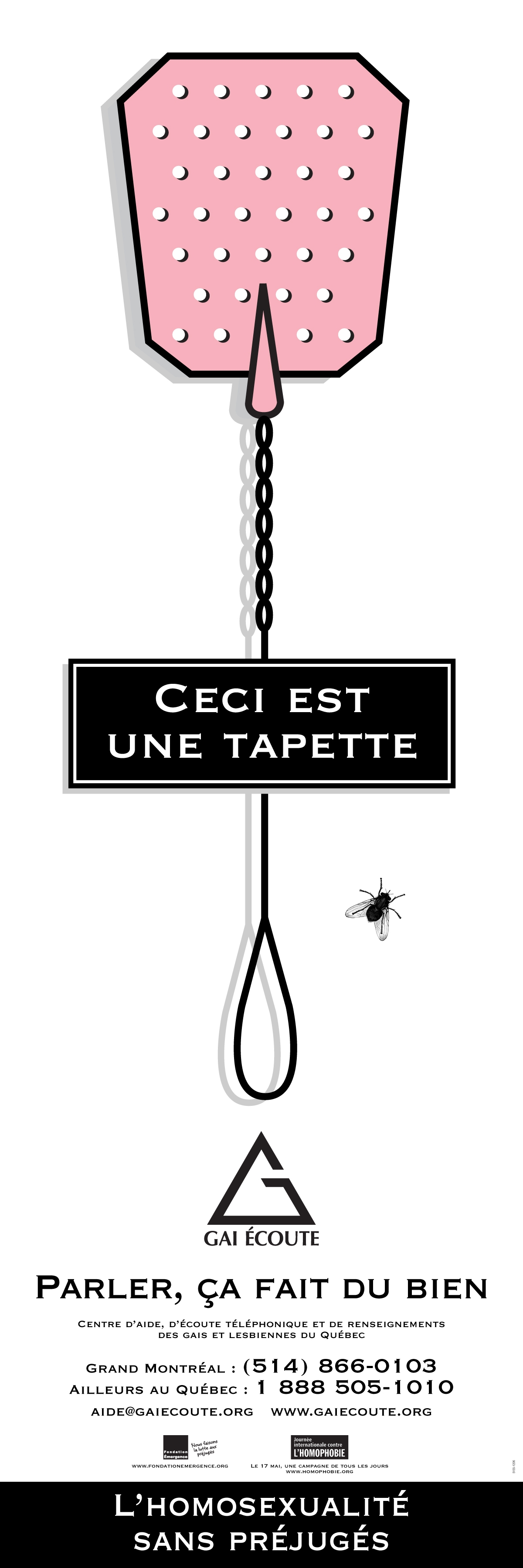

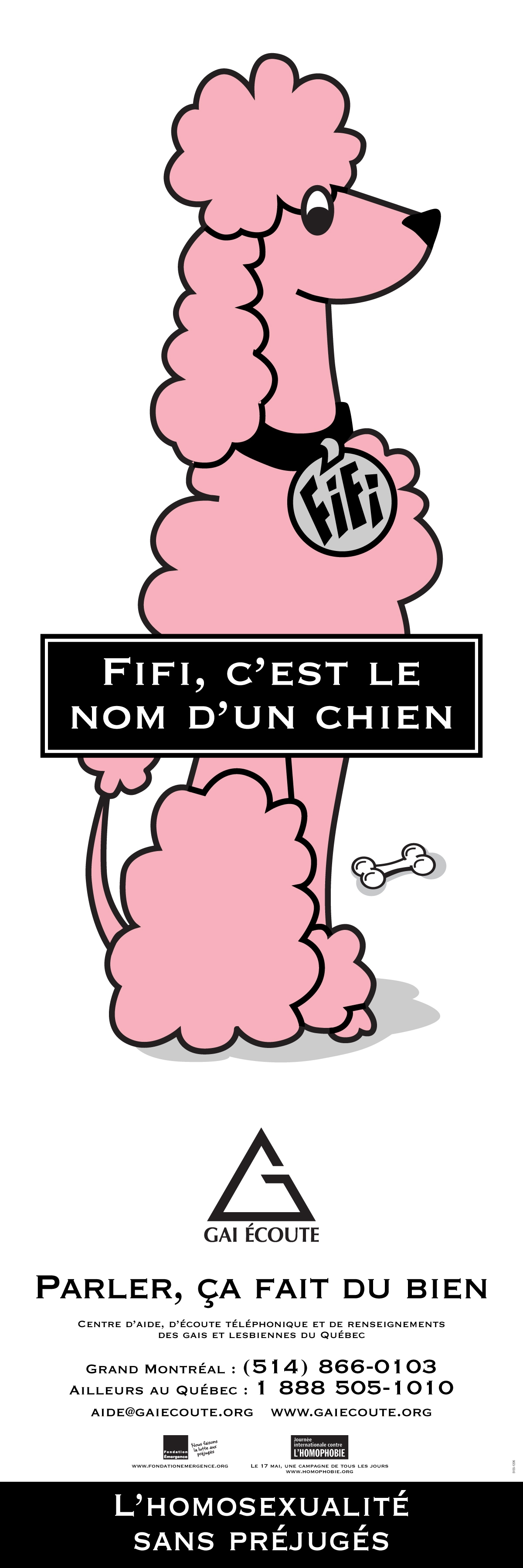

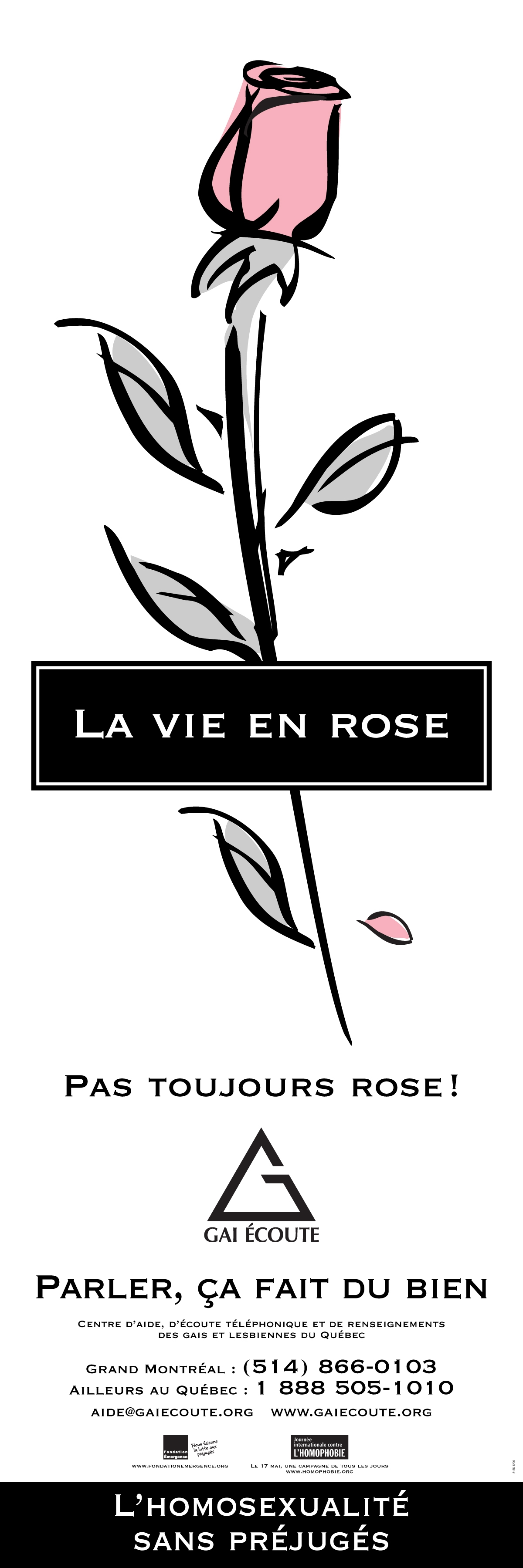

- Après une longue bataille, l'inscription de Gai Écoute dans les bottins des étudiants des écoles secondaires commence peu à peu à se répandre[23] tout comme l'ajout aux pages consacrées à l’aide morale dans les annuaires téléphoniques du Québec.
- Création des logos de Gai Écoute, de la Fondation Émergence et de la Journée internationale contre l’homophobie.
- Conduite de sondages menés par Léger Marketing montrant que Gai Écoute avait un taux de notoriété enviable de 50 % de la population.
- Virage technologique commencé par la mise en ligne d’un des premiers sites Internet LGBT au Québec[24]. Il favorise ensuite l’ajout de services d’aide par Internet, par courrier électronique, par clavardage en privé et par une banque de ressources spécialisées devenue depuis accessible en ligne.
- Présence des premières personnalités publiques à prendre part au défilé de la Fierté gaie de Montréal, leur imposant des règles interdisant la visibilité à caractère partisan. Depuis, un nombre impressionnant de personnalités politiques et artistiques participent au défilé aux côtés des communautés LGBT.
- Il convainc des personnalités publiques de devenir porte-parole de Gai Écoute : le comédien Yves Jacques, l’auteur Michel Marc Bouchard, les animateurs Daniel Pinard et Dany Turcotte, l’acteur et metteur en scène René Richard Cyr, le comédien Éric Bernier, l’animatrice Monique Giroux et l’humoriste Alex Perron.
- Création en 2012 du Registre des actes homophobes et rédaction du rapport L’homophobie dénoncée.

### Mémoires
- Auteur et présentateur au nom de Gai Écoute du mémoire d’ouverture des audiences tenues par la Commission des droits et libertés de la personne qui ont conduit au rapport De l’illégalité à l’égalité.
- Auteur et présentateur en 1996 d’un mémoire devant la Commission des institutions en vue de faire abroger l’article 137 de la Charte des droits et libertés de la personne du Québec.
- Auteur et présentateur en 1998, devant le Tribunal des droits de la personne, du mémoire Revendications des personnes homosexuelles.
- Auteur et présentateur, au nom de la Coalition pour la reconnaissance des conjoints et conjointes de même sexe, en mars 2000 devant le comité permanent de la Justice et des Droits de la personne de la Chambre des communes du Canada d'un mémoire sur le projet de Loi visant à moderniser le régime d'avantages et d'obligations dans les lois du Canada[25].
- Auteur et présentateur en 2003 d’un mémoire devant une commission parlementaire de la Chambre des communes sur le mariage homosexuel intitulé Oui je le veux.
- Auteur et présentateur en mars 2012, avec un écoutant de Gai Écoute, d’un mémoire devant la Commission de la culture et de l’éducation intitulé L’intimidation que l’on ne voit pas qui a permis de changer la définition de ce qu’est l’intimidation.
- Auteur et présentateur en mars 2001 d’un mémoire devant le Comité de la Santé de la Chambre des communes, intitulé Pour une politique raisonnable des dons de sang.
- Auteur et présentateur en octobre 2017 d'un mémoire lors d'une consultation publique sur la condition des aînés.
- Auteur et présentateur[26] d’un mémoire le 3 avril 2008 devant le Comité permanent de la santé de la Chambre des communes sur le Règlement sur la sécurité des cellules, tissus, et organes humains destinés à la transplantation.
- Allocution au Forum MSM Exclusion Criteria for Cells, Tissues, Organs, and Blood à Ottawa, en 2010.

### Politique québécoise de lutte contre l’homophobie
Il est initiateur de l’idée d’une politique québécoise de lutte contre l’homophobie. Il obtient la formation d’un groupe de travail ayant pour mandat de proposer des pistes de solution au gouvernement du Québec.
Amorcés par le ministère des Relations avec les citoyens, ces travaux réunissent des représentants des principaux ministères et organismes du gouvernement du Québec et des groupes intéressés. Il est désigné porte-parole des groupes communautaires, syndicaux et du milieu de la recherche. En 2005, le dossier est transféré sous la responsabilité du ministre de la Justice du Québec. La Commission des droits de la personne et des droits de la jeunesse assure la poursuite des travaux. En mars 2007, la CDPDJ rend public le rapport De l’égalité juridique à l’égalité sociale — Vers une stratégie nationale de lutte, contre l’homophobie et, en décembre 2009, le gouvernement du Québec adopte la Politique québécoise de lutte contre l’homophobie. Il aura été, du début à la fin du long processus, porte-parole, interlocuteur et conseiller.

### Suicide et homosexualité
Fin des années 70, il s’intéresse au lien entre l’homosexualité et le suicide. Alors que le gouvernement du Québec mandate le professeur Jacques C. Grégoire Ph. D de l’Université de Montréal pour mener une recherche bibliographique sur le suicide, il rencontre le professeur et l’invite à se pencher sur la question de la relation entre l’homosexualité et le suicide. En janvier 1980, le professeur Grégoire publie le rapport Suicide et considération d’ordre théorique. Il précise qu’il n’a trouvé aucune recherche à travers le monde qui traite de cette relation.
Laurent McCutcheon propose et obtient du ministère de la Santé et des services sociaux de financer une recherche sur le suicide des jeunes gais conduite par le professeur Michel Dorais en collaboration avec Simon Louis Lajeunesse qui publieront Mort ou fif  chez VLB éditeur en 2000.
Il obtiendra en 1998, de la part du ministre de la Santé et des Services sociaux, que l’orientation sexuelle soit inscrite dans la stratégie québécoise d’action face au suicide.
Initiateur et coordonnateur d’un important groupe de réflexion sur la prévention du suicide chez les personnes homosexuelles, il en résultera le rapport L’urgence d’agir, publié en 2004 par Gai Écoute.
Il engage une démarche auprès du Bureau du coroner pour que l’orientation sexuelle soit prise en compte lors des investigations concernant le suicide.
Conférencier au Grand forum sur la prévention du suicide tenu à Trois-Rivières le 26 septembre 2012 où il explique que L’homosexualité n’est pas une raison pour se tuer.

### Fondation Émergence
En 2000, en vue de passer de l’égalité juridique à l’égalité sociale, il met sur pied la Fondation Émergence, lui donnant la mission éducative de faire la lutte aux préjugés et à l’homophobie. La Fondation élabore des campagnes annuelles de lutte contre l’homophobie. Elle a mené des campagnes d’appuis au mariage civil, fait la promotion de la Politique québécoise de lutte contre l’homophobie et s’intéresse à la condition des aînés et de l’homophobie auprès des communautés culturelles.
- Il crée les campagnes d’éducation en milieu scolaire Permettez-moi d’être heureux/heureuse en 2001 et Ça s’attrape pas ! Peur de quoi ? en 2002.
- En 2003, il lance la campagne de la première journée de lutte contre l’homophobie intitulée Choquant pour qui ? Cette campagne connaît un succès extraordinaire.
- En 2008, il met sur pied le programme Pour que vieillir soit gai, qui propose notamment la Charte de bientraitance des personnes LGBT.
- En 2009, il amorce une campagne de lutte contre l’homophobie destinée aux communautés culturelles.

### Journée internationale contre l’homophobie et la transphobie
En tant que président de la Fondation Émergence, il met sur pied en 2003 la Journée nationale de lutte contre l’homophobie. Cette idée se répand rapidement à l’extérieur du Québec, d’abord en Belgique puis en France. Le 17 mai devient alors la Journée internationale contre l’homophobie à laquelle on ajoute la transphobie en 2014.
Laurent McCutcheon est le créateur des campagnes annuelles de sensibilisation menées à partir de 2003 dont plusieurs ont eu des retombées internationales.
Il instaure le Prix lutte contre l’homophobie décerné annuellement, à une personne s’étant illustrée dans la lutte contre l’homophobie. Ce prix porte son nom depuis 2014. Liste des récipiendaires du prix Laurent-McCutcheon.
À l’occasion de la Journée internationale contre l’homophobie 2010, à l’invitation de la paroisse Saint-Pierre-Apôtre de Montréal, il prononce une homélie (voir la vidéo) intitulée Lettre à Jésus. D'autres paroisses l’inviteront par la suite à s’adresser ainsi à leurs fidèles.

### Fonds Diversité sexuelle Laurent McCutcheon
En 2015, il crée à l’intérieur de la Fondation du Grand Montréal le Fonds Diversité sexuelle qui porte son nom. Ce fonds, lancé officiellement en 2016, a pour objectif d’offrir un moyen structurant et à long terme de contribution au bien-être des communautés lesbienne, gaie, bisexuelle, trans et intersexe (LGBTI) . La Fondation du Grand Montréal assure une gestion professionnelle des dons et donations tout en offrant une garantie de pérennité. Le fonds s’adresse à l’ensemble des personnes et institutions désireuses de soutenir les communautés LGBTI.

## Prix et distinctions
Laurent McCutcheon a été récompensé à plusieurs reprises pour son action. Institutions publiques, organismes communautaires et médias ont reconnu l’importance des actions qu’il a menées pour faire avancer les droits et la reconnaissance sociale des gais, lesbiennes, bisexuels et personnes trans en lui décernant de nombreux prix et en lui remettant plusieurs distinctions.

### Institutions publiques
- Prix de la justice du Québec 2010[6], remis par le ministre de la Justice pour sa contribution à l’égalité de droits.
- Prix Droits et Libertés 2007[5] remis par la Commission des droits de la personne et des droits de la jeunesse.
- Médaille du 150e anniversaire du Sénat du Canada remis par l'honorable Sénateur Serge Joyal en 2017.
- Médaille de l’Assemblée nationale remise en 1993 par le député André Boulerice.

### Médias
- Personnalité de l’année 1997 et 1998 du magazine gai RG.
- Personnalité de l’année 1999 du magazine Fugues.
- « Une des 10 personnalités gaies les plus influentes au Canada » selon le reportage du magazine Enjeux diffusé à Radio-Canada le 23 mars 2004.
- Personnalité de la semaine du 13 mars 2005 du quotidien La Presse.
- « Le Devoir, c’est moi », quotidien Le Devoir du 14 juin 2010. « Faire partie du Devoir, c'est y travailler, l'appuyer, le lire assidûment. De cette communauté, qui s'est construite depuis 100 ans, nous avons retenu quelques portraits. [...] Porte-parole disponible et toujours au fait des plus récentes actualités, Laurent McCutcheon lutte contre l'homophobie sur toutes les tribunes. Mais bien avant que les médias ne l'adoptent, c'est lui qui les avait adoptés. »[29].

### Associations et groupes communautaires
- Prix Réjean-Marier 2001 remis par l’Association québécoise de prévention du suicide (récipiendaire avec Gai Écoute).
- Grand Prix Arc-en-ciel 2003, décerné par la Table de concertation des gais et des lesbiennes du Québec.
- Prix de l’implication bénévole de l’année 2005 de la Chambre de commerce gaie du Québec.
- Personnalité de l’année 2008 décernée par la Fondation Allostar qui œuvre auprès des jeunes gais et lesbiennes.
- Prix Claude-Mailhot 2010, remis par Équipe Montréal pour souligner l’excellence de la campagne de lutte contre l’homophobie dans le monde du sport.

## Autres implications
- De 1997 à 2002, il est vice-président responsable de l’action sociopolitique de la Table de concertation des lesbiennes et gais du Québec.
- Membre du comité organisateur et conférencier au colloque culturel Fiertés tenu à Paris au printemps 1998.
- Président du jury des Prix Arc-en-ciel, édition 1995 de la Table de concertation des gais et lesbienne du Québec.
- Responsable de l’atelier sur l’éducation lors des États généraux de la communauté gaie et lesbienne du Québec tenu du 1er au 3 mars 1996 à l’Université du Québec à Montréal.
- Consultant auprès du ministère de la Santé et des Services sociaux pour l’implantation de la politique ministérielle intitulée L’adaptation des services de santé et des services sociaux aux réalités gaies et lesbiennes.
- En 1999, il lance la mise sur pied de la Coalition pour la reconnaissance des conjoints et conjointes de même sexe. Il sera le porte-parole de la campagne qui a conduit à l’adoption de la Loi 32 sur la reconnaissance des unions de fait adoptée par l’Assemblée nationale du Québec. Ce fut la première expérience de concertation entre les organismes des communautés gaie et lesbienne et ceux de la société civile, les centrales syndicales et la Fédération des femmes du Québec.
- En 2002, il coordonne les revendications en matière d’éducation auprès de la Commission des droits de la personne et de la jeunesse et se fait le promoteur d’un colloque sur les droits des jeunes LGBT.
- De 2003 à 2008, il est le premier représentant des communautés gaie et lesbienne au Conseil régional de développement de l’île de Montréal et, de 2004 à 2007, auprès de la Conférence régionale des élus.
- En octobre 2005, il est conférencier au colloque sur la santé à Halifax, organisé par la Coalition santé Arc-en-ciel du Canada, il présente le projet d’une politique nationale de lutte contre l’homophobie.
- Conférencier et membre de groupes de travail sur la préparation de la Conférence internationale sur les droits humains tenue à Montréal en 2006 à l’occasion des 1ers Outgames mondiaux.
- De 2005 à 2008, conférencier invité par la Conférence des juges de la Cour du Québec à des sessions annuelles de formation.
- Le 3 avril 2008, témoignage devant le comité de la santé du gouvernement canadien concernant le Règlement sur la sécurité des cellules, tissus, et organes humains destinés à la transplantation.
- De 2010 à 2015, membre de la Table de concertation de la Commission des droits de la personne et des droits de la jeunesse.
- Depuis 2010, membre du comité de vigie Profilage racial et illicite du Service de police de la Ville de Montréal.
- De 2011 à 2014, membre représentant des citoyens au Comité de revitalisation locale de Sainte-Marie.
- Les 16 et 17 novembre 2012, conférencier au colloque international Vieillir LGBT organisé par le Centre LGBT de Paris[30]. Consulter les Actes du colloque.
- En 2015, création du Fonds diversité sexuelle Laurent McCutcheon, un fonds de la Fondation du Grand Montréal.
- Président fondateur en 2000 de la Fondation Émergence et toujours gouverneur.
- De 2009 jusqu'à son décès, il est membre fondateur et trésorier de l’Association des amis du parc Médéric-Martin. Il devient président en 2012[31].
- De 2014 jusqu'à son décès, il est membre de conseil d’administration de l’Association québécoise pour le droit de mourir dans la dignité. Il est nommé vice-président en 2017[32].
- De 2017 jusqu'à son décès, il est membre du Conseil de l'Ordre de Montréal[33]. « Le conseil de l’Ordre de Montréal est formé de personnalités montréalaises jouissant d’une grande notoriété dans une diversité de domaines. (...) Il a pour principale mission d’examiner les dossiers soumis à la suite de l’appel annuel de candidatures et de formuler les recommandations d’admission à l’Ordre. »[34]

## Prix Laurent-McCutcheon
Auparavant nommé Prix lutte contre l’homophobie, le Prix Laurent-McCutcheon porte depuis 2014 le nom du président fondateur de la Fondation Émergence et de la Journée internationale contre l’homophobie et la transphobie.
Depuis 2003, la Fondation Émergence remet un prix annuel à une personne ou une organisation qui s’est illustrée de manière significative dans la lutte contre l’homophobie et la transphobie.

## Vie privée
En janvier 2015, il épouse Pierre Sheridan, son conjoint avec qui il partage sa vie depuis 1972.
Atteint d’un cancer depuis décembre 2016, il est décédé à Montréal (Québec, Canada) le 4 juillet 2019 à 11 h 25, après avoir reçu l’aide médicale à mourir.